# إدوارد بي. فولي
إدوارد بي. فولي هو سياسي كندي، ولد في 10 مارس 1891، وتوفي في 17 أكتوبر 1980. انتخب Speaker of the Legislative Assembly of Prince Edward Island ‏.